# Antoni Łuniewski
Antoni Łuniewski – członek Tymczasowej Rady Stanu w 1916 roku, prezes Związku Ziemian, właściciel ziemski, działacz oświatowy, członek Stronnictwa Narodowego.